# Shannon Cave
Shannon Cave est une grotte qui chevauche la frontière entre le comté de Fermanagh en Irlande du Nord et le comté de Cavan en Irlande.
Avec sa profondeur de 130 m, elle se situe au sixième rang (avec Poulnagree dans le comté de Clare) des grottes les plus profondes d'Irlande,. Avec 5,4 km, elle est la sixième d'Irlande pour sa longueur, mais des travaux d'exploration sont encore en cours et d'autres passages restent à découvrir. L'accès n'est possible qu'avec un guide expérimenté.

## Description
La grotte consiste principalement en un grand passage principal menant à un puits terminal. L'eau qui coule dans la grotte a été localisée à l'origine à Shannon Pot, à deux kilomètres à l'ouest du puits terminal qui constitue la source traditionnelle du Shannon. L'identification des puits d'infiltration pour beaucoup des entrées reste problématique. Le passage du cours d'eau lui-même prend des proportions considérables dans certaines parties mais contient également de nombreux passages anciens de niveaux supérieurs qui ont été abandonnés par le réseau d'eau. 
La grotte contient de nombreuses formations en calcite, avec de grandes quantités d'hélictites par endroits. Les rétrécissements rocheux sont fréquents, plusieurs parties de la grotte étant assez instables, en particulier le « passage JCP ».

## Situation
Bien que l'entrée de la grotte se trouve dans le comté de Fermanagh, la majorité de son parcours se trouve sous le comté de Cavan. L'entrée originale de la grotte était dans le comté de Cavan. Cependant, elle est maintenant inaccessible. L’entrée actuelle de Polltullyard se situe au nord de la région de Marlbank dans le comté de Fermanagh, dans la partie supérieure des landes.

## Historique d'exploration

### 1980: découverte et exploration initiale
La grotte est découverte en août 1980 par des membres du groupe Reyfad, le collectif de spéléologues chargé d'explorer le système. L'entrée est aménagée dans un puits d'infiltration près du ruisseau Hune (prononcé « honey ») qui constitue la frontière entre les comtés de Cavan et Fermanagh. Cette entrée est connue sous le nom de « Pollahune ». 
La voie initiale est creusée dans une zone extrêmement instable de remblais glaciaires, ce qui la rend très imprévisible. Une fois dans la grotte, les spéléologues rencontrent un cours d’eau principal dans lequel s’écoule la Hune, la section en amont menant au « Passage JCP » et la section en aval empruntant un autre passage important, « Mistake Passage ». À la fin du mois d’août, l’équipe dépasse plusieurs sections rétrécies et explore des passages d’une longueur de 1,6 km.
En aval, l’équipe atteint un terminus au niveau d’un rétrécissement rocheux bien visible qu' elle tente de creuser. En octobre 1980, une partie de l'étranglement s'effondre sur le révérend George Pitt alors qu'il essaie de forcer un passage au niveau de la rivière. Il reste pris au piège pendant 10 heures. Il est libéré après déploiement de moyens importants pour le sauvetage.
En 1990, les explorateurs percent le nouveau passage de « George's Choke ». La fin de la grotte est atteinte, 400 m en aval dans le puits final (puits 3) sous un autre gros étranglement, son extension étant appelée l'« extension de Mayfly ».
Alors que des découvertes sont faites dans Shannon Cave en 1980, l'attention est également portée sur une grande doline à moins d'un kilomètre dans le comté de Fermanagh. Les membres du groupe Reyfad (y compris le révérend Pitt susmentionné) et le club irlandais de spéléologie travaillent de concert pour s’enfoncer dans un passage menant à un puits de 30 m, avec des rétrécissements et une rampe au départ. Ils nomment cette partie de grotte « Co-operation Pot » en souvenir de leur collaboration, mais le nom de « Polltullyard », inspiré du townland local, est ensuite adopté.

### Années 1990 à 2000: effondrement de Pollahune et nouvelle entrée
L’entrée de Shannon Cave à Pollahune  est toujours dangereuse, des pierres s'écroulant au passage des spéléologues. Finalement, en 1995, le passage s'effondre, rendant la grotte inaccessible. Au cours des années suivantes, l’attention des spéléologues se porte sur Polltullyard, qui se trouve à 60 m à l’intérieur et en amont du passage JCP, selon les explorations déjà réalisées.
Divers groupes de spéléologues tentent alors de creuser à travers l’étranglement terminal, mais aucun ne réussit à sécuriser le passage. En 2004, des spéléologues du groupe Shannon commencent sérieusement à tenter de réintégrer le système et entament une nouvelle fouille en direction de Shannon Cave. 
En 2005, Shannon Cave est de nouveau accessible par un passage très étroit appelé « Rebirth Canal » (canal de la renaissance).
Les spéléologues atteignent à nouveau le « passage JCP » et réussissent l'accès au reste de la grotte jusqu'à « George's Choke », qui s'est effondré à nouveau, comme annoncé lors de la dernière expédition.
En 2007, après deux ans de travaux de creusement et de stabilisation, « George's Choke » est franchi. Les explorateurs atteignent le puits terminal ; ils sont les premiers à le faire après douze ans de tentatives diverses.

### 2008: extension de Saint Patrick
Un nouveau passage est tenté sur un balcon au-dessus du puits terminal, espérant réaliser une percée à travers l'étranglement rocheux, mais les progrès sont lents et l'étranglement s'avère instable. Au début de 2008, une équipe de plongeurs britanniques est invitée à plonger dans le puits, maintenant nommé « Young, Free and Desperate ».
Après 40 m, les plongeurs émergent du côté éloigné de l'étranglement et établissent une connexion vocale avec les spéléologues de l'autre côté. Après avoir parcouru un kilomètre en aval, ils reviennent aider à creuser de l’autre côté de l’étranglement. Une connexion est établie une semaine plus tard, après une nouvelle plongée, 1 300 m de grotte ont été explorés au-delà de l'étranglement rocheux. À commencer par un court passage menant au puits 4, qui a ensuite été contourné par le haut, conduisant à un  passage ininterrompu de 450 m dans le canyon. L'extension s'achève finalement par un nouveau puisard terminal. La nouvelle section s'appelle « St. Patrick's Extension » et le passage du canyon « Paddy's Parade ». Le puits, numéro 5 dans le système, est nommé « Long Way From Home ».
 En aval du puits 4, le cours d’eau comprend environ 450 m de canyon étroit. Il s’agit peut-être de l’un des tronçons les plus spectaculaires d'un passage de canyon en Irlande, avec des caractéristiques exceptionnelles : 2 mètres de large et une hauteur de 8 à 14 mètres. Il existe également des traces d'anciens passages de grande hauteur avec quelques failles très profondes 
.

### 2009: extension de Pâques
L’exploration méthodique d'embranchements, dans le prolongement de « St. Patrick », en 2009, a conduit à la découverte d’une faille transversale près d'une section de « Paddy's Parade », à angle droit. L'étroite faille sinueuse sèche, la « Snake Escape », est suivie pendant 30 m jusqu'à une paroi verticale de 10 m qui conduit à un boyau de 70 m comportant des secteurs profonds. Un petit ruisseau est alors suivi jusqu’à un puits. Bien que ce dernier n’ait pas été tracé, il est probable qu'il rejoigne le cours principal de Shannon Cave, en aval de « Snake Escape »
En amont, un fil d'eau supplémentaire de 150 m est suivi jusqu'à un puits. La longueur totale explorée de toutes les ramifications de l'extension est de 635 m.